# Beaune (rivière)
Pour les articles homonymes, voir Beaune (homonymie).
Le Beaune est une rivière, affluent du Loing, qui coule dans le département de l'Yonne, en bord de Puisaye en région Bourgogne-Franche-Comté.

## Étymologie
« Beaune » est l'évolution étymologique du mot gaulois latinisé Belena, issu du dieu gaulois Belenos, divinité des eaux vives.

## Géographie
De 14,5 km de longueur, le Beaune prend naissance à 200 m d'altitude près de La Guibonnerie, hameau sur la commune de Saint-Privé (sud-est de Bléneau) dans l'Yonne. Après 2,5 km vers le nord, il entre sur le territoire de Champignelles où il alimente le Grand Étang Neuf, dont la plus grande partie se trouve dans le sud de cette commune ; une moindre surface de l'étang, dont sa bonde, est sur la commune de Champcevrais. Cet étang collecte aussi les eaux d'un petit ru de 900 m de long venant du hameau Les Roches, à l'est.
Au sortir de cet étang, le Beaune se trouve donc sur Champcevrais et s'oriente généralement vers l'ouest et vers le bourg qu'il longe par le sud. Là, il reçoit en rive droite les eaux d'un ru de 3,8 km de long provenant de l'étang de la Petite Pogne, une pièce d'eau d'environ 1500 m2 en bordure de la commune d'Aillant. La confluence se fait au pied de la Motte, le ru de la Petite Pogne venant du nord et le Beaune du sud-est ; de plus, un bras secondaire du Beaune arrive, lui, plein est sur la Butte qui se trouve ainsi entourée d'eau sur trois côtés. Après Champcevrais, le Beaune se dirige vers le sud-est. Il sert de limite de communes entre Champcevrais et Bléneau ; ce faisant, il reçoit les eaux d'une source appelée  Bonne Fontaine.
Passant sur la commune de Rogny où il sert toujours de limite de communes avec Bléneau, il conflue avec le Loing en face de Saint-Eusoge, à environ 146 m d'altitude.

### Communes traversées
- Saint-Privé : La Guibonnerie, Les Pigées, Les Loges ;
- Champignelles : Grand Étang Neuf ;
- Champcevrais : La Coladerie, Les Delétangs, La Marche, La Fontaine, L'étang de l'Opignot (deux sources), La Perrière, Le Four à Chaux, château du Mousseau (ou château Claire Fontaine), sud de Champcevrais (reçoit en rive droite le ru de l'étang de la Petite Pogne), La Chaume, Les Cosniers (limite de commune avec Bléneau –  source Bonne Fontaine) ;
- Rogny-les-Sept-Écluses : limite de commune avec Bléneau, Les Painchauds, étang de La Gaufrie, Loing.

### Bassin versant
La Beaune traverse une seule zone hydrographique 'Le Loing de sa source au confluent de l'Aveyron (exclu)' (F410) de 441 km2 de superficie. Ce bassin versant est constitué à 67,95 % de « territoires agricoles », à 29,37 % de « forêts et milieux semi-naturels », à 2,09 % de « territoires artificialisés », à 0,51 % de « territoires agricoles ».

## Affluent
La Beaune n'a pas d'affluent référencé au SANDRE. Son rang de Strahler est donc de un.